# Сендвич (Масачусетс)
Сендвич (енгл. Sandwich) насељено је место без административног статуса у америчкој савезној држави Масачусетс.

## Демографија
По попису из 2010. године број становника је 2.962, што је 96 (-3,1%) становника мање него 2000. године.
| Група             | 2000.         | 2010.         |
| Белци             | 2.984 (97,6%) | 2.861 (96,6%) |
| Афроамериканци    | 7 (0,2%)      | 8 (0,3%)      |
| Азијати           | 15 (0,5%)     | 41 (1,4%)     |
| Хиспаноамериканци | 20 (0,7%)     | 24 (0,8%)     |
| Укупно            | 3.058         | 2.962         |